# 布瓦里圣母村
布瓦里圣母村（法語：Boiry-Notre-Dame，法語發音：[bwaʁi nɔtʁ dam]）是法国上法兰西大区加来海峡省的一个市镇，位于该省东部偏南，属于阿拉斯区。

## 地理
布瓦里圣母村（50°16'23"N, 2°56'38"E）面积6.11 平方千米，位于法国上法蘭西大區加来海峡省，该省份为法国北部沿海省份，西北濒北海，南至索姆省，东临北部省。
与布瓦里圣母村接壤的市镇（或旧市镇、城区）包括：昂布兰莱普雷、蒙希勒普勒、佩尔沃、雷米、萨伊昂奥斯特雷旺、阿图瓦地区维斯。

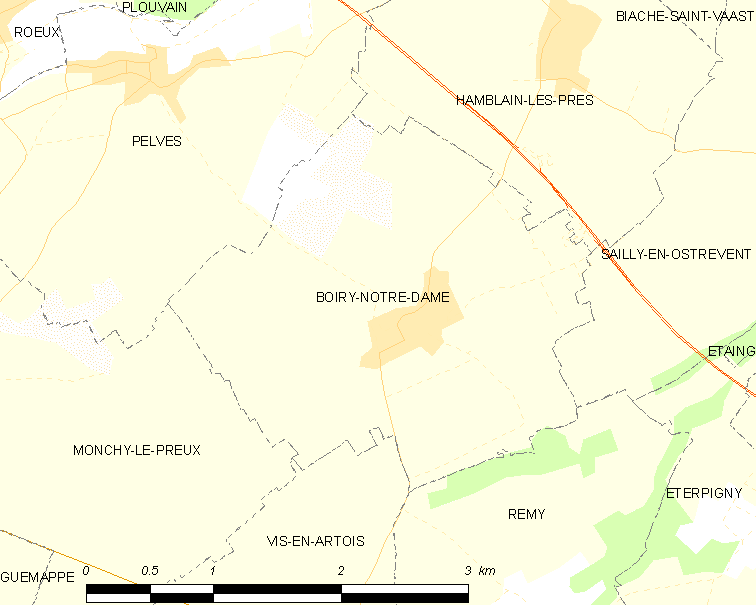
布瓦里圣母村的OSM定位图

布瓦里圣母村的时区为UTC+01:00、UTC+02:00（夏令时）。

## 行政
布瓦里圣母村的邮政编码为62156，INSEE市镇编码为62145。

## 政治
布瓦里圣母村所属的省级选区为布勒比耶尔县。

## 人口

1962-2008年间布瓦里圣母村人口变化图示

布瓦里圣母村于2022年1月1日时的人口数量为443人。